# Wola Cyrusowa
Wola Cyrusowa – wieś w Polsce położona w województwie łódzkim, w powiecie brzezińskim, w gminie Dmosin.
W latach 1975–1998 miejscowość administracyjnie należała do województwa skierniewickiego. Wola Cyrusowa jest siedzibą parafii Kościoła Starokatolickiego Mariawitów pw. Narodzenia NMP oraz parafii Kościoła Katolickiego Mariawitów pw. św. Franciszka z Asyżu. 

## Zabytki
Według rejestru zabytków Narodowego Instytutu Dziedzictwa na listę zabytków wpisane są obiekty:
- cmentarz mariawitów kościelny, pocz. XX w., nr rej.: 954 z 2.02.1994
- cmentarz mariawitów (część północna), 1907, nr rej.: 842/A z 19.12.1991

## Galeria

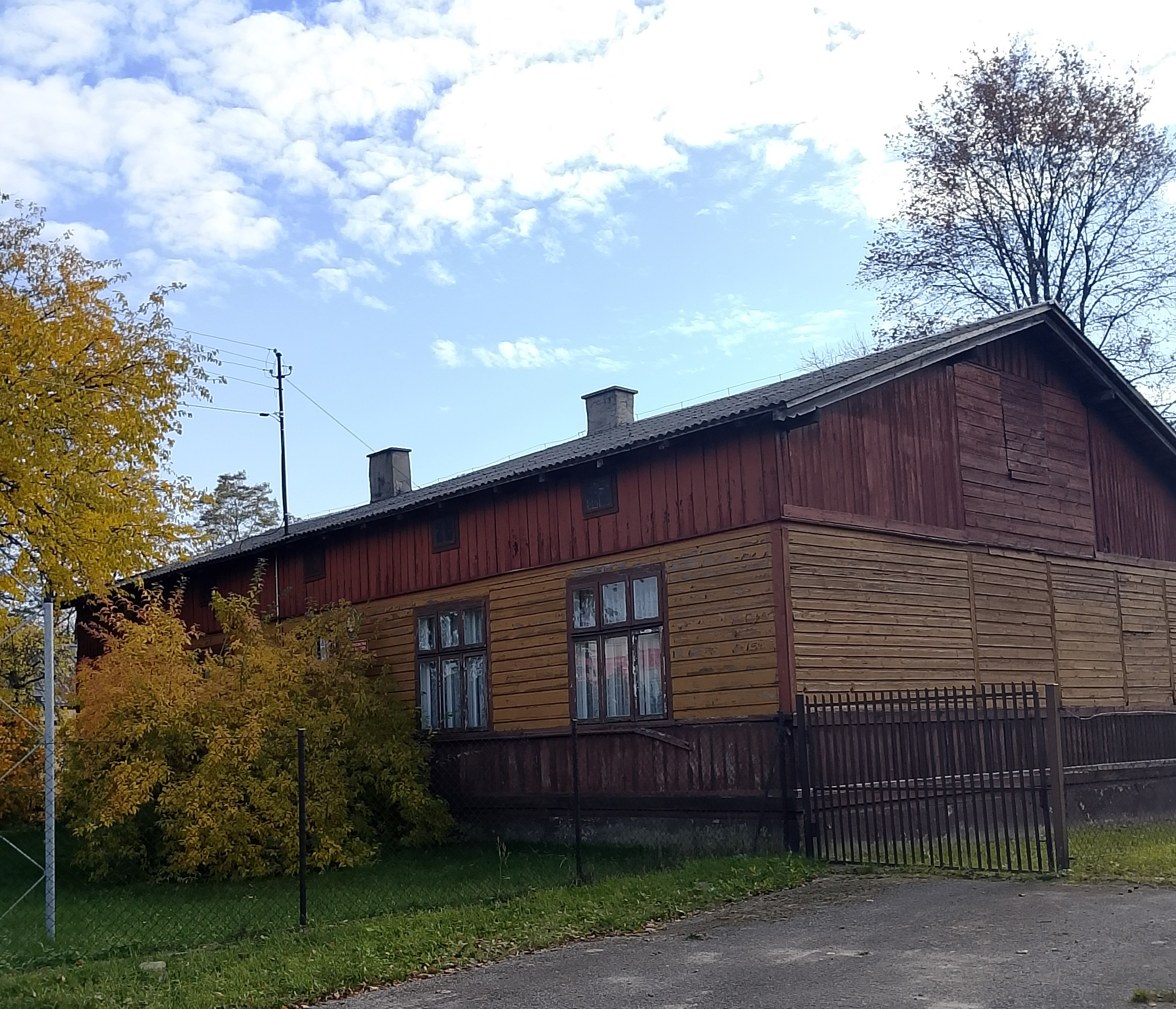
Szkoła podstawowa w Woli Cyrusowej (2024)
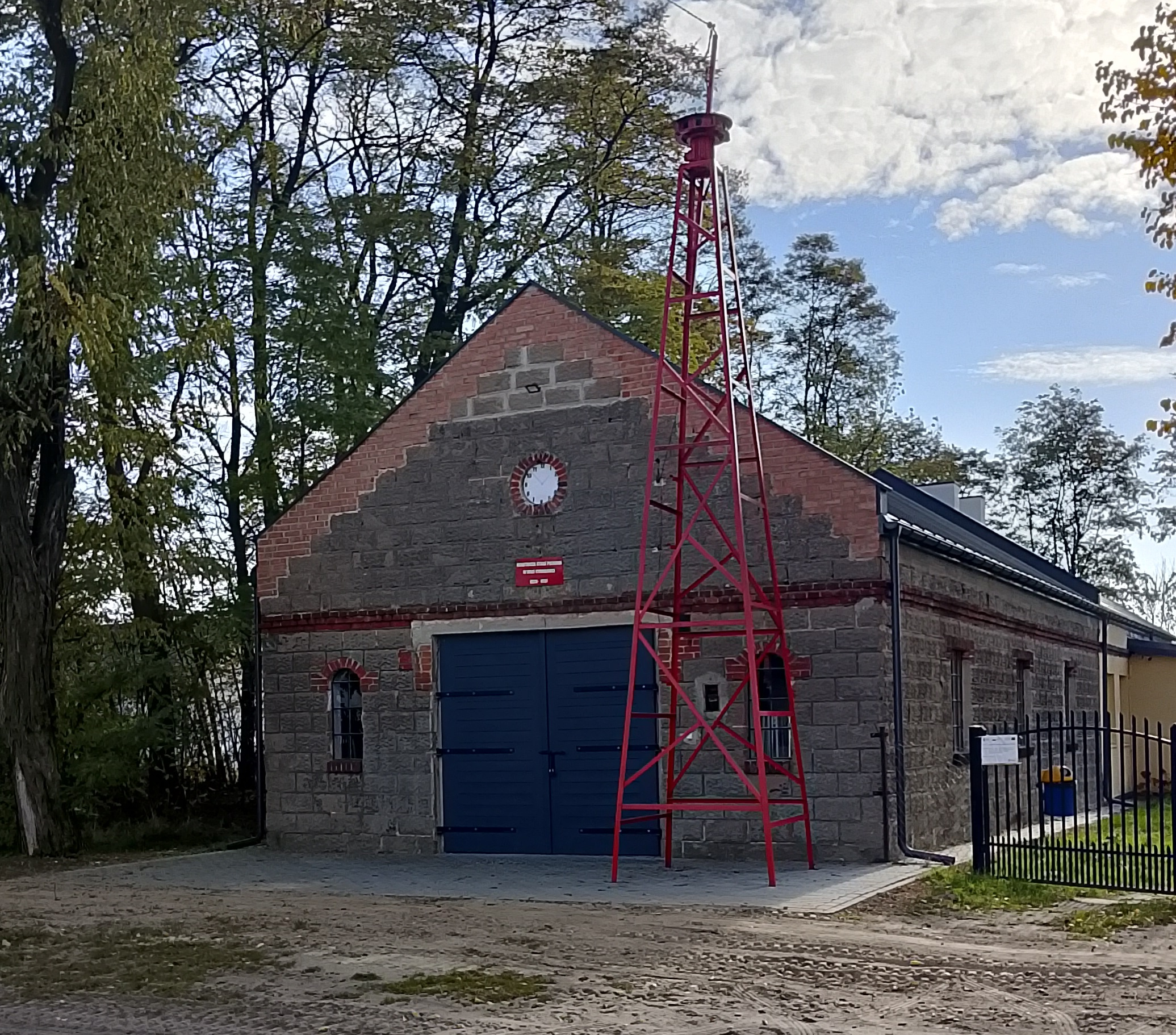
Dawna remiza strażacka w Woli Cyrusowej (2024)
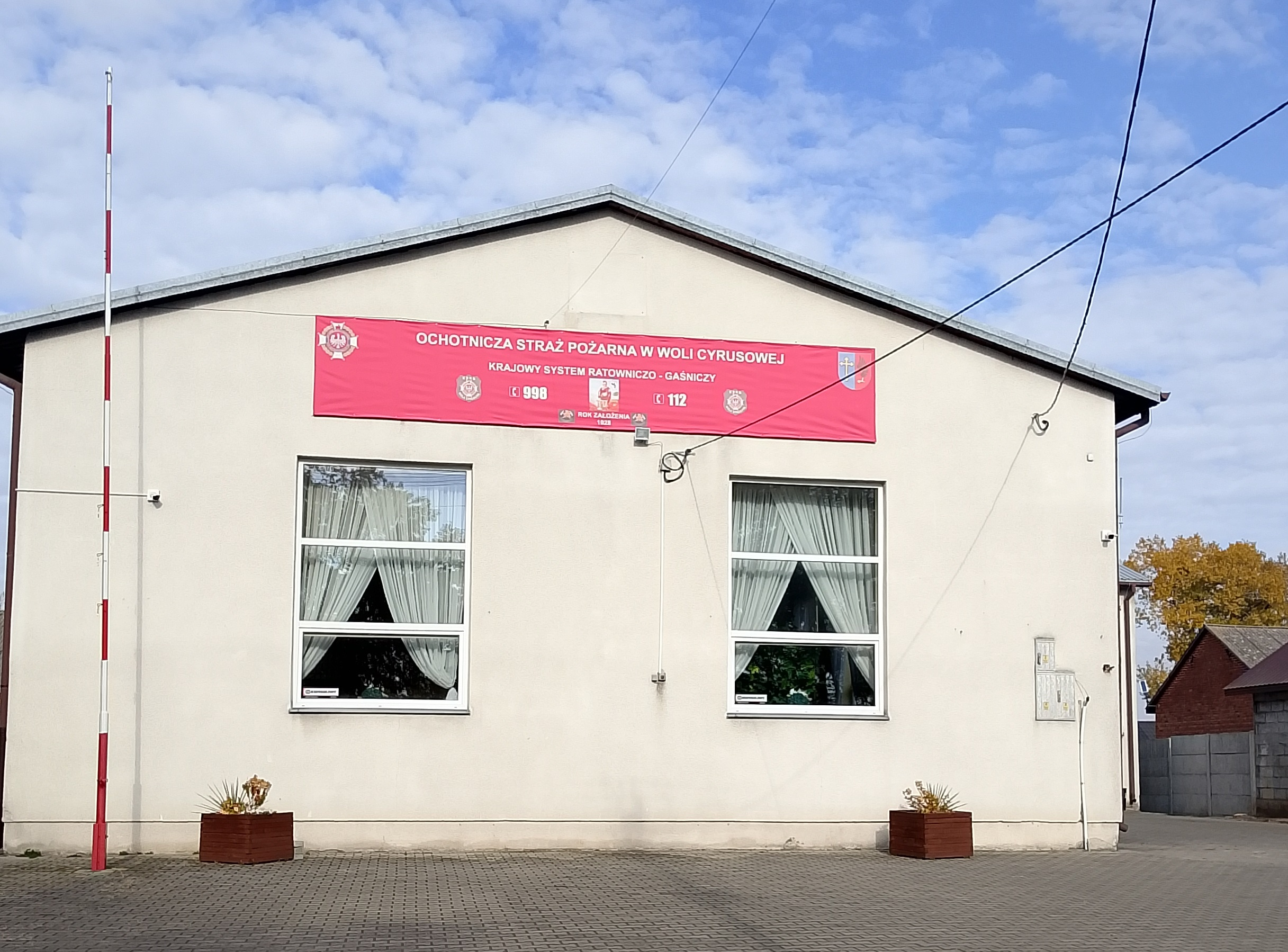
Współczesna remiza strażacka w Woli Cyrusowej (2024)